# Zhang Xiguo
Zhang Xiguo (chinesisch 張系國 / 张系国, Pinyin Zhāng Xìguó, W.-G. Chang Hsi-kuo), (* 1944 in Chongqing, Provinz Sichuan) ist ein US-amerikanisch-chinesischer Wissenschaftler im Fachgebiet Informatik und Science-Fiction-Autor.
Im Alter von 5 Jahren flüchtete seine Familie während des Chinesischen Bürgerkrieges mit ihm nach Taiwan. Dort besuchte er High School und College und schloss sein Studium an der National Taiwan University als Elektroingenieur (Bachelor) ab.
1966 ging er in die USA, um dort an der University of California, Berkeley zu studieren. 1976 machte er dort seinen Master-of-Science-Titel und zwei Jahre später den Doktortitel in Philosophie. Nachdem er an einer Schule für Elektrotechnik gelehrt hatte, war er von 1969 bis 1975 beim IBM Thomas J. Watson Research Center in der Forschung tätig. Von 1975 bis 1982 war er zuerst „außerordentlicher“ Professor und danach Professor im Fachgebiet Informationstechnik an der University of Illinois in Chicago. Von 1982 bis 1986 war er Vorsitzender und Dozent am Technologischen Institut von Illinois. Danach ging er nach Pittsburgh. Er war von 1986 bis 1991 Leiter des Department of Computer Science der University of Pittsburgh.
Nebenbei war er für IBM, AT&T Bell Laboratories und Siemens als Berater angestellt und Mitglied der IEEE.

## Schriftstellerische Tätigkeit
Er verfasste neunundzwanzig Novellen, Sammlungen von Kurzgeschichten und Essays. In Taiwan ist er ein bewunderter Romanschriftsteller und wird als „Vater der Science Fiction“ angesehen. Eine seiner bedeutendsten Geschichten, Der Schachkönig, wurde ins Deutsche und Englische übersetzt und später verfilmt.

## Werke in Übersetzung (Auswahl)
- Führer (chinesisch 領導者, Pinyin lǐngdǎozhě, 1979). Aus dem Chinesischen von Wolf Baus. In: Blick übers Meer – Chinesische Erzählungen aus Taiwan, herausgegeben von Helmut Martin, Charlotte Dunsing und Wolf Baus. Suhrkamp Verlag, Frankfurt am Main 1982. ISBN 3-518-11129-9, 290–326.
- Angeln (釣魚,  diàoyú, 1963). Aus dem Chinesischen von Wolf Baus. In: Chinablätter Nr. 5 (Oktober 1983), ISBN 3-88576-002-9, 28–29
- Die Flöte (笛,  dí, 1974). Aus dem Chinesischen von Susanne Knödel. In: Der Ewige Fluß – Chinesische Erzählungen aus Taiwan, herausgegeben von Kuo Heng-yü. Minerva-Publikation, München 1986. ISBN 3-597-10465-7, 221–244.
- Ein Sohn mit Zukunft (望子成龍,  wàngzǐ chénglóng, 1978). Aus dem Chinesischen von Sabine Peschel. In: Hefte für Ostasiatische Literatur Nr. 5 (September 1986), 56–75[1]
- Der Bananendampfer (香蕉船,  xiāngjiāochuán, 1973). Aus dem Chinesischen von Martin Schoenian. In: Hefte für Ostasiatische Literatur Nr. 8 (März 1989), 39–49
- Shangri-la. Zweite Sternstaubsuite. (香格里拉,  xiānggélǐlā, 1983). Aus dem Chinesischen von Susanne Hornfeck unter Mitarbeit von Yuan Ann-Roh. In: Sirene, Zeitschrift für Literatur Nr. 7, 1991, ISSN 0933-7423, 136–145[2]
- Der Schachkönig (棋王,  qíwáng, 1975). Aus dem Chinesischen von Diethelm Hofstra und Chen Chai-Hsin. Horlemann, Bad Honnef 1992. ISBN 3-927905-57-7
- The City Trilogy (城,  chéng – „Die Stadt“). Aus dem Chinesischen von John Balcom. Columbia University Press, New York 2003. ISBN 0-231-12852-5.[3]